# Districtul Mae On
Mae On (în thailandeză แม่ออน) este un district (Amphoe) din provincia Chiang Mai, Thailanda, cu o populație de 21.652 de locuitori și o suprafață de 442,3 km².

## Componență
Districtul este subdivizat în six subdistricte (tambon), care sunt subdivizate în 49 de sate (muban).
| Nr. | Nume        | În thailandeză | Sate | Locuitori |  |
| --- | ----------- | -------------- | ---- | --------- |  |
| 1.  | On Nuea     | ออนเหนือ        | 10   | 3,552     |  |
| 2.  | On Klang    | ออนกลาง        | 11   | 4,985     |  |
| 3.  | Ban Sahakon | บ้านสหกรณ์       | 8    | 3,043     |  |
| 4.  | Huai Kaeo   | ห้วยแก้ว         | 8    | 2,888     |  |
| 5.  | Mae Tha     | แม่ทา           | 7    | 4,812     |  |
| 6.  | Tha Nuea    | ทาเหนือ         | 5    | 2,372     |  |